# Пікоагудо
Пікоагудо (Oxyruncus cristatus) — вид горобцеподібних птахів родини бекардових (Tityridae).

## Поширення
Вид поширений у гірських лісових районах тропічної частини Південної Америки та південної частини Центральної Америки (Коста-Рика, Панама). Мешкає у вологих гірських лісах, особливо у лісах тепуї та атлантичному лісі.

## Спосіб життя
Комахоїдний вид.

## Підвиди
Таксон містить 6 підвидів:
- Oxyruncus cristatus frater (P. L. Sclater & Salvin, 1868) — Коста-Рика та західна Панама.
- Oxyruncus cristatus brooksi Bangs & Barbour(інші мови), 1922 — східна Панама.
- Oxyruncus cristatus phelpsi Chapman, 1939 — гори південної та південно-східної Венесуели та прилеглих територій Бразилії і Гаяни.
- Oxyruncus cristatus hypoglaucus (Salvin & Godman, 1883) — південний схід Венесуели, Гвіана та північний схід Бразилії.
- Oxyruncus cristatus tocantinsi Chapman, 1939 — південь Бразилії.
- Oxyruncus cristatus cristatus Swainson, 1821 — південний схід Бразилії, схід Парагваю та північний схід Аргентини.